# Nowy Las (Opole)
Pour les articles homonymes, voir Nowy Las.
Nowy Las est une localité polonaise de la gmina de Głuchołazy, située dans le powiat de Nysa en voïvodie d'Opole.